# 陳清水
陳清水（1910年—1994年1月8日），淡水官田人，師從淺見綠藏，是台灣第一代高爾夫球員，於1934年首次獲「日本關東職業高爾夫賽」冠軍，三年後，獲得全日本公開賽冠軍。他死後在2017年入選日本高爾夫名人堂。